# Пассек, Татьяна Петровна
Татья́на Петро́вна Па́ссек (урожденная Кучина; (25 июля [6 августа] 1810, село Новоселье, Тверская губерния — 24 марта [5 апреля] 1889) — русская мемуаристка, основательница журнала «Игрушечка», жена историка и географа Вадима Васильевича Пассека.

## Биография
Родилась в семье корчевского помещика Петра Ивановича Кучина, который в 1812 году сражался в рядах тверского ополчения, и его жены Натальи Петровны, урождённой Яковлевой (умерла, когда дочери исполнилось 12 лет). Наталья Петровна была незаконнорожденной дочерью Петра Алексеевича Яковлева (1760—1813), который приходился дядей известным писателям Д. П. Голохвастову (1796—1849) и А. И. Герцену (1812—1870).
Подростковые и юношеские годы Пассек тесно связаны с Александром Герценом, который был несколько младше её, хотя и приходился двоюродным дядей. Отец Герцена, Иван Алексеевич Яковлев, взял сыну хороших учителей и, заметив в Татьяне любовь к знаниям и хорошее влияние девочки на характер и успехи сына, просил отца Татьяны отпустить её к ним учиться. Это время взросления, юношеских стремлений и мечтаний, проведенное вместе, Пассек и Герцен всю жизнь вспоминали со светлым чувством. «Детьми и отроками входили мы в жизнь, взявшись за руки. Волшебные образы рисовались перед нами в утреннем тумане жизни; он отражал светлый внутренний мир наш, видоизменяя формы мира внешнего. Вместе вступили мы в юность, полные восторга, грусти, радостей, молитв и упований», — пишет Татьяна в своих воспоминаниях «Из дальних лет» (т. 1, гл. 11). Учение увлекало обоих подростков: в истории и литературе они встречали живых людей, которым сочувствовали, примеры которых пробуждали в них стремление к прекрасному. Новые идеи, смелые порывы находили выход в литературных обзорах, исторических статьях и переводах, в которых упражнялись ученики. Живописное местечко в липовой роще принадлежавшего Яковлеву села Саша назвал Эрменонвилем в память Жан-Жака Руссо; Таня и Саша часто ходили туда с книгами. «Нам казалось, — пишет Пассек о Руссо, — что он нес на себе все скорби XVII столетия и выразил собою все, что содержалось теплого и энергического в основе французской философии того века» (т. 1, гл. 17). Любимым автором Саши и Тани был Фридрих Шиллер — романтический поэт юношеской мечты и свободы. Вспоминая об этом времени, молодой Герцен писал Татьяне (в детстве её звали Темирой) и её мужу: «Это время наполнено мифами, как царствование Тезея… Я начинаю не верить, что они были… и миф Герцен с широкими мечтами, и миф Темира с пылкими мечтами… Право, жаль, что мы сбились с дороги и не попали в сумасшедший дом» (т. 2, гл. 39).
Между тем Татьяне представилась возможность поделиться своими знаниями и мечтами с более широким кругом. По просьбе отца она вернулась в Корчеву, чтобы помогать своей мачехе, которая для пополнения средств взяла нескольких учениц. Видя, с каким жаром Таня принялась за дело учителя, мачеха почти не вмешивалась в обучение. Оторванная от всего, к чему успела привыкнуть, окруженная обывательскими интересами, Таня отделилась от окружающего её мира и создала свой собственный: переписывалась с Сашей и учила девочек. «Конечно, в моем преподавании не было ни порядка, ни системы, ни цельности, одно путалось с другим, но в этой путанице чувствовалась жизнь, и как-то все шло впрок» (т. 1, гл. 14). Вместо обычного в то время сухого и томительного преподавания юная Татьяна живо рассказывала ученицам об исторических личностях и событиях, читала художественную литературу, географию преподавала не по картам, а по путешествиям. Воодушевленные примером спартанцев, ученицы придумывали такие необдуманные меры закалки, что позднее Пассек удивлялась, как удалось избежать простуд и смертей. На деньги, полученные за воспитание, Таня накупала цветов и лакомств, книги для учения. Ученицы искренне привязались к ней и горько плакали, когда настало время прощаться.
В 1832 году Герцен познакомил Татьяну со своим другом Вадимом Пассеком. Вот как она описывает эту встречу:

…за ширмами, отделявшими вход из передней, тихо скрипнула дверь, и в залу вошел стройный молодой человек среднего роста — Вадим Пассек. Он поклонился застенчиво, по приглашению взял стул и сел к столу. Вначале разговор шел несвязно, как ни старался Саша оживлять его… Вадим несколько робел и стеснялся… В темно-карих умных глазах Вадима, полузакрытых густыми ресницами, была какая-то магнитность… Когда разговор мало-помалу оживился и перешел в интимный, Вадим весь отдался задушевности; голос его был чрезвычайно приятен и тих; речь ясна, проста, спокойна, с полным обладанием предмета, о котором говорилось.— Т. П. Пассек, "Из дальних лет", т. 1, гл. 20.
«Тихая, глубокая натура» Вадима привлекла Татьяну; Вадим увидел в ней девушку с просветленным умом и чистым сердцем, способную разделить его чувства и стремления. Живость, неустойчивую бурность, оттенок которой придавал жизни Татьяны энергичный характер единственного друга, Герцена, замужество сменило спокойствием, полным внутреннего содержания (т. 1, гл. 20, 21). «Любовь — путь к небу, — писала Татьяна своему жениху. — Мне бы хотелось указать на неё всему свету» (т. 1, гл. 22). Уже 11 ноября 1832 года в церкви «Николы на Курьих Ножках» состоялось их венчание. Даже в трудные времена, когда семья терпела крайнюю бедность, мир не был нарушен ни одной ссорой. «Десять лет безграничного счастия были уделом нашим», — пишет Татьяна; муж её умер через десять лет после женитьбы, в 1842 году (т. 1, гл. 21).
В 1859 году Т. П. Пассек с сыновьями и племянником отправилась за границу, где встретилась с Герценом, на дочери которого, Тате, хотела женить своего сына Александра. Но планы её не осуществились и «видимо, на этом их былая дружба и кончилась». Тем не менее она решила написать воспоминания о своей жизни, о детстве и юности, которые прошли рядом с Герценом. Отдельные главы печатались в «Русской старине», два тома вышли отдельной книгой, а третий том вышел уже после смерти автора (1889). С 1871 года она жила в Петербурге; одна из современниц писала: «Я недавно получила грустное известие о Т. П. Пассек. <…> Она, бедная, в страшной нужде и в неоплаченных долгах. Ужасное положение»; «ведь уже одной ногой в могиле, а все ещё работает — нужны на жизнь средства и, главное, для внука».
В 1880 году основала детский журнал «Игрушечка», в числе авторов которого были Н. С. Лесков, Д. Н. Мамин-Сибиряк и др. В 1887 году Татьяна Петровна передала редактирование журнала А. Н. Толиверовой, с которой Пассеки позднее породнились. Дочь Толиверовой, Вера Тюфяева, вышла замуж за Сергея Пассека, внука Татьяны Петровны. Правнучка, Татьяна Сергеевна (1903—1968), стала известным археологом, доктором исторических наук; второй женой театрального художника И. Я. Гремиславского.
Т. П. Пассек была похоронена в Петербурге на Новодевичьем кладбище; могила утрачена.

## Сочинения
- Пассек Т. П. Из дальних лет : Воспоминания : в 2 т. / [Вступ. статья, [т. 1, с. 5–46], подготовка текста и примеч. А. Н. Дубовикова].. — М. : Гослитиздат, 1963. — 519 + 719 с., 10 + 10 л. ил. — (Серия литературных мемуаров / Под общ. ред. С. Н. Голубова [и др.]).